# 黃性震
黃性震（1638年—1702年），字元起，號靜庵，生於明末清初，福建漳州漳浦湖西人。清廷官員，仕清後向福建總督姚啟聖進獻有「平臺十策」之稱的《平海條陳十便》，獲譽為「平臺策士」。後歷任整饬整理霸昌道、山西按察使司佥事、廣西提刑按察使司按察使、湖廣湖南承宣布政使司布政使，以及特晉太常寺正卿前诰授通奉大夫，軍功加至正一品。當官時為重振故里在湖西聚集族人並籌建詒安堡，2001年被列为中華人民共和國第五批全國重點文物保護單位。

## 生平

### 早年生活
黃性震，字元起，號靜庵。他12歲時父母雙亡，其從父黃子完見他性格豪放不拘，覺得他很獨特，便讓他讀經籍文章、時政要務，他更是一目數行。後來時值明清動盪之際，黃氏宗族多亡於戰亂，黃性震也屢受其害，幸得存活，他自信「爲天所生，必有所用之也」，有時他也自嘆不得志，期望能如唐代策士馬周為人賞識。

### 平臺獻策
黃性震早年當過道士，且在臺灣投效鄭氏王朝，並受任為百戶。他在鄭氏帳下對「閩安要衝、澎臺形勢」及港口水道、戰局變化多有熟稔，卻未獲重用，遂在福建總督姚啟聖赴漳州籌謀海防時前去謁見，並以攻心之計進獻「平臺十策」之稱的《平海條陳十便》，獲得姚啟聖賞識，也受任為千戶。
在姚啟聖帳下，黃性震時常與姚對談機密，包括「練兵遣將、用間用奇，剿撫機宜」，後來清軍在龍虎山勝於鄭軍，攻入長泰縣，佔領江東橋、小港洲、水晶坪等地，黃性震把握時機在漳州開設「修來館」招降鄭氏王朝的文武官員，一時之間有五鎮大將廖琠、黃靖、金福、賴祖、廖興、副總兵何遜等人，各帶全鎮文武官三百七十四員，鄭軍一萬二千一百二十四名投降，並且公布鄭氏官員何人何時來降，造成鄭氏王朝人心惶惶，清軍進而攻下19座營寨，還有海澄、廈門及金門，使延平王鄭經退守臺灣，不久後身亡。
鄭經死後，清軍於澎湖海戰擊敗鄭軍，鄭經之子鄭克塽剃髮降清，清軍一度想殺盡鄭氏王朝，並將其子女資財犒賞軍隊，黃性震向姚啟聖力陳不可如此行事，才頒布禁令，保全數十萬人性命，並為穩定局勢呈上《平海善後八款》，經姚啟聖上奏朝廷，予以採納。

### 仕宦生涯

#### 霸昌道
臺灣戰事結束後，姚啟聖上報黃性震的功績，使他受命為同知。後來於康熙十八年（1679年）左右，他升任候補僉事道，至康熙二十一年（1682年）授直隸霸昌道。霸昌道任內，黃性震遣人打入響馬賊內部，查清組織後再行抓捕，且對旗丁奪人妻女，也不寬貸，還有在鄉里設立義學、義塚。當康熙帝尋訪至密雲時，給予其褒獎並御賜蟒袍等物。

#### 廣西按察使
任廣西按察使期間，他整治獄政、平反冤獄，而且查緝流民首領崔玉枝案，發現眾多良民被裹挾脅迫，上書廣東總督吳興祚斬首匪首，並釋放無辜牽連之人，因此黃被譽為如舊時定國、張釋之一流。並且，他考慮到粤西南寧、太平、慶遠、思恩四府，土司雜處、多有瘴癘，派任至粵西四府官員多有不易，甚至病亡，所以建請從吏部詮選，改由總督擇地方聞人達士充任，如同臺灣為官者，亦由總督揀選賢能且三年即可升轉。

#### 湖廣布政使
任湖廣布政使期間，他著手處理民間疾苦、改革官場腐敗、修建書院，以及挖掘支流整頓河道，解決長沙水患。並且，他在任內推動裁兵，引發夏逢龍起事，佔據武昌，攻陷四府，朝廷上一度擔心湖南有失欲派兵馳援，康熙帝則處之泰然，還說「湖南有黃性震在，彼能佐平數十年海氛，何愁么麼跳梁輩！且襄陽有總兵蔡元，二人必能了之」。面對湖南動亂黃性震與總兵蔡元攜手用兵遣將，而且依據黃之策略「用兵如治亂絲，緩之則其緒自清，急則棼矣」，鎮守要地、安撫民心並等待敵軍自亂陣腳，不久後兩人據此策平定動亂。

#### 總理永定河河務
黃性震在平定夏逢龍起事後，因患嘔血症乞休，於家中休養七年，直到康熙三十八年（1699年），康熙帝在暢春園召見他，並命其總理永定河河務，負責錢糧及工料。治河時，他除了祭禱河神、實地督察以外，還命人沿河道每個五里便設置一旗一炮，旗上寫明督工姓名，專人專責，有急情時便放炮回報，而且將建築物料置於河邊，免去搬運的繁瑣，用時約四月就完成了河流疏浚与堤坝修筑两项工程，南北两岸修建了长达一百八十余里的防洪堤，清理河道一百四十余里。康熙帝視察永定河時，一日五次召見黃，深厚慰問。黃性震主持的治河工程於康熙三十九年（1700年）結束後，直到雍正四年（1726年）清廷才再次大規模治理永定河，而黃則在工程後不久任太常寺正卿，後於65歲逝世。

## 重振故里
黃性震有感於族人原是於福建漳浦湖西聚族而居，後因戰亂亡故或離散，遂抱有「倘得一命之榮，施及三黨，是余願也」的想法，當他為官時便籌蓋土堡，召集族人團聚，並設置大小宗廟、義田及廟學。
黃性震所建之土堡後來稱「詒安堡」，建於康熙二十六年（公元1687年），「詒安」二字據傳寓意「一言安台」，或有說「言台之安」。2001年被列为中華人民共和國第五批全国重点文物保护单位。
據清康熙《漳州府志》記載「湖西城在縣東四十里，康熙二十七年（1688年）布政使黄性震建其城，一如趙家城之制」，詒安堡設有4個城門，正門南門稱「詒安」，東門稱「迎曦」，西門稱「毓秀」，北門稱「承慶」。東、南、西三門的城樓仿船形，北門沒有建城樓，長期封死且曾經倒塌。南門至西門開鑿有寬10公尺的護城河。城牆為三合土修築，周長1200公尺，高6.7公尺，厚2.2公尺，全部用巨大條石砌築而成，平面呈鎖形。詒安堡內的黃姓宗祠佈置了「平台陈十策诚善也，得君日三觐其荣乎」、「筑堡立宗敦睦骏马腾，置业义学招贤总吉昌」等對聯，以紀念黃性震一生的功業與對家鄉的付出。
詒安堡黄姓族人在清代有不少人渡海赴臺灣，並在當地黃姓形成了「湖西長橋派」。

## 評價
漳浦「藍氏三傑」之一的藍鼎元於《鹿洲初集》為黃性震作「黃太常傳」並評其為「運籌決策，績在封疆。敷政宜民，聲施金石，至其宗族鄉黨之間，仁深義篤，直與范氏希文頡頏，千古豈馬周僅購佳宅所敢望哉」。